# Вергато
Вергато, Верґато (італ. Vergato) — муніципалітет в Італії, у регіоні Емілія-Романья,  метрополійне місто Болонья.
Вергато розташоване на відстані близько 290 км на північний захід від Рима, 30 км на південний захід від Болоньї.
Населення — 7714 осіб (2014).

## Демографія
Населення за роками:

Станом на 1 січня 2023 року в муніципалітеті офіційно проживало 1157 іноземців з 57 країн, серед них 289 громадян країн Євросоюзу та 34 громадяни України.

## Сусідні муніципалітети
- Вальзамоджа
- Гаджо-Монтано
- Гриццана-Моранді
- Кастель-д'Аяно
- Марцаботто
- Цокка